# Plagioclase

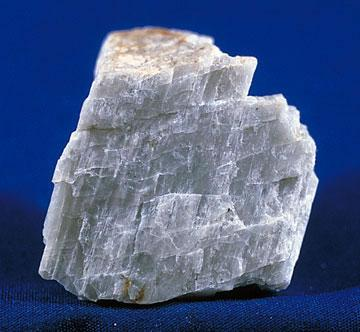
Plagioclase

Plagioclase ou plagioclásio é uma importante série de tectossilicatos da família dos 
feldspatos. Esta designação não se refere a um mineral com uma composição química 
específica, mas a uma série de soluções sólidas, mais conhecida como a série da plagioclase (do 
grego para "fractura oblíqua" devido aos seus dois ângulos de clivagem). Esta 
série tem como extremos a albita e a anortita (com composição química NaAlSi3O8 e CaAl2Si2O8 respectivamente) em que os átomos de sódio e cálcio se podem substituir uns pelos outros na estrutura cristalina dos minerais.
As plagioclases são importantes minerais constituintes da crosta terrestre sendo, 
consequentemente, uma importante ferramenta de diagnóstico em petrologia na identificação da 
composição, génese e evolução de rochas ígneas. A composição dos diversos minerais 
da série da plagioclase é geralmente indicada pela percentagem total de anortita (%An) ou de 
albita (%Ab), sendo determinada de forma expedita pela medição do índice de refracção dos 
cristais de plagioclase em amostras moídas, ou pela determinação do ângulo de extinção em lâminas delgadas utilizando um microscópio de luz polarizada. O 
ângulo de extinção é uma característica óptica e varia consoante a quantidade de albite presente (%Ab) na amostra.

## Minerais da série da plagioclase
Existem vários minerais cuja composição está entre a da anortita e a da albita. A tabela abaixo mostra as suas composições em termos das percentagens de anortita e albita.
| Nome        | % NaAlSi3O8(% Ab) | % CaAl2Si2O8(% An) |
| ----------- | ----------------- | ------------------ |
| Albita      | 100-90            | 0-10               |
| Oligoclase  | 90-70             | 10-30              |
| Andesina    | 70-50             | 30-50              |
| Labradorita | 50-30             | 50-70              |
| Bytownita   | 30-10             | 70-90              |
| Anortita    | 10-0              | 90-100             |

É devido a esta variação de sódio e de cálcio na composição química das plagioclases que estes minerais recebem a designação de feldspatos calcossódicos.

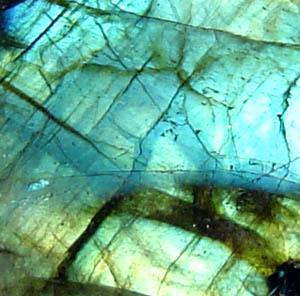
Labradorite mostrando o típico efeito iridescente chamado labradorescência

A Albita deve o seu nome ao Latim albus (branco), em referência à sua pura cor 
branca, pouco usual. É um mineral constituinte de rochas bastante comum associado às rochas 
mais ácidas. Nos diques pegmatíticos está geralmente associada a minerais mais 
raros como a turmalina e o berilo.
A Anortita, assim designada por Rose em 1823 a partir da palavra grega para oblíquo, referente ao sistema triclínico em que cristaliza. A anortita é característica de rochas máficas como o gabro e o basalto.
Os minerais intermédios da série da plagioclase são muito semelhantes entre si e geralmente só podem ser distinguidos pelas suas propriedades ópticas.
A Oligoclase é comum no granito, sienito, diorito e gnaisse. Está 
frequentemente associada à ortoclase. O nome oligoclase deriva do grego para 
pequeno e fractura, pelo facto de o seu ângulo de clivagem diferir significativamente de 90º. A 
pedra do sol é composta sobretudo por oligoclase (por vezes albita) com flocos de hematita.
A Andesina é um mineral característico de rochas com um teor de sílica moderado, como o diorito, e de rochas vulcânicas como o andesito.
A Labradorita é um feldspato característico de rochas básicas como o diorito, gabro, andesito ou basalto estando geralmente associado a uma das piroxenas ou anfíbolas. Apresenta frequentemente iridescência devida à refracção de luz nas lamelas dos cristais. 
Deve o seu nome a Labrador, no Canadá, onde ocorre como constituinte da rocha ígnea
intrusiva anortosito a qual é quase totalmente composta de plagioclase. Existe uma variedade 
de labradorita denominada espectrolita que ocorre na Finlândia. 
A Bytownita, deve o seu nome a Bytown, antiga denominação de Ottawa, Canadá e é um 
mineral raro, ocasionalmente encontrado em rochas mais básicas.